# Carpelimus poseyensis
Carpelimus poseyensis är en skalbaggsart som först beskrevs av Willis Blatchley 1910.  Carpelimus poseyensis ingår i släktet Carpelimus och familjen kortvingar. Inga underarter finns listade i Catalogue of Life.